# Nicolas Lhernould
Nicolas Pierre Jean Lhernould (Courbevoie, 23 marzo 1975) è un arcivescovo cattolico francese, dal 4 aprile 2024 arcivescovo di Tunisi.

## Biografia
Nicolas Lhernould è nato a Courbevoie il 23 marzo 1975.

### Formazione e ministero sacerdotale
Ha completato gli studi secondari e ha conseguito il diploma di maturità presso il Lycée Sainte-Croix a Neuilly-sur-Seine. Durante questi anni è stato membro della Maîtrise des Petits Chanteurs de Sainte-Croix di Neuilly-sur-Seine (The Paris Boys Choir) dove ha scoperto la musica sacra e il canto gregoriano sotto la direzione di François Polgár. Ha poi studiato al liceo Sainte-Marie di Neuilly-sur-Seine, con il quale è partito alla scoperta della Tunisia con un gruppo di giovani insegnanti nel 1994.
Ha conseguito la laurea in sociologia presso l'Università di Paris-Nanterre a Nanterre nel 1995, un master in econometria nel 1996 e l'abilitazione in scienze sociali presso l'École normale supérieure di Cachan nel 1997. Nel 1997 è partito per la Tunisia come cooperante e ha insegnato matematica per due anni.
Nel 1999 è entrato nel Pontificio Seminario Francese a Roma come alunno della diocesi di Tunisi. Nel 2003 ha conseguito il baccalaureato presso la Pontificia Università Gregoriana.
Il 22 maggio 2004 è stato ordinato presbitero per la diocesi di Tunisi. Nel 2006 ha conseguito la licenza in scienze e teologia patristica presso l'Istituto Patristico Augustinianum con un elaborato sulle omelie di San Fulgenzio di Ruspe.
Tornato in diocesi è stato parroco di San Felice a Susa, Monastir e Mahdia dal 2005 al 2012; presidente dell'Associazione del "Centro di Studi di Cartagine" dal 2009 al 2014 e vicario generale e parroco della parrocchia di Santa Giovanna d'Arco a Tunisi dal 2012. Il 25 aprile 2019 il cardinale Fernando Filoni, prefetto della Congregazione per l'evangelizzazione dei popoli, lo ha nominato direttore nazionale delle Pontificie Opere Missionarie in Tunisia per un quinquennio.

### Ministero episcopale
Il 9 dicembre 2019 papa Francesco lo ha nominato vescovo di Costantina. Ha ricevuto l'ordinazione episcopale l'8 febbraio successivo nella cattedrale di San Vincenzo de' Paoli a Tunisi dal cardinale Cristóbal López Romero, arcivescovo di Rabat e amministratore apostolico di Tangeri, co-consacranti l'arcivescovo metropolita di Algeri Paul Jacques Marie Desfarges e il vicario apostolico di Tripoli George Bugeja. Con 44 anni di età era il più giovane vescovo francese. Ha preso possesso della diocesi il 29 dello stesso mese con una cerimonia nella basilica di Sant'Agostino ad Annaba, che funge da pro-cattedrale della diocesi, alla presenza di 500 fedeli tunisini e algerini, 80 sacerdoti e 15 vescovi.
Il 4 aprile 2024 papa Francesco lo ha nominato arcivescovo di Tunisi. L'8 giugno successivo ha preso possesso dell'arcidiocesi.
Dal febbraio 2025 è presidente della Conferenza episcopale regionale del Nordafrica. Dal 15 febbraio 2022 al febbraio 2025 è stato vicepresidente della stessa.
Oltre al francese parla l'italiano, l'inglese, il tedesco, l'arabo tunisino, lo spagnolo e il portoghese.

## Genealogia episcopale
La genealogia episcopale è:
- Cardinale Scipione Rebiba
- Cardinale Giulio Antonio Santori
- Cardinale Girolamo Bernerio, O.P.
- Arcivescovo Galeazzo Sanvitale
- Cardinale Ludovico Ludovisi
- Cardinale Luigi Caetani
- Cardinale Ulderico Carpegna
- Cardinale Paluzzo Paluzzi Altieri degli Albertoni
- Papa Benedetto XIII
- Papa Benedetto XIV
- Papa Clemente XIII
- Cardinale Marcantonio Colonna
- Cardinale Giacinto Sigismondo Gerdil, B.
- Cardinale Giulio Maria della Somaglia
- Cardinale Carlo Odescalchi, S.I.
- Cardinale Costantino Patrizi Naro
- Cardinale Serafino Vannutelli
- Cardinale Domenico Serafini, Cong. Subl. O.S.B.
- Cardinale Pietro Fumasoni Biondi
- Cardinale Antonio Riberi
- Arcivescovo Gabino Díaz Merchán
- Arcivescovo Elías Yanes Álvarez
- Cardinale Juan José Omella
- Cardinale Cristóbal López Romero, S.D.B.
- Arcivescovo Nicolas Pierre Jean Lhernould